# 荀蕤
荀蕤（?—?），字令远，东晋颍川郡颍阴县（今河南省许昌市）人，荀崧的儿子。
荀蕤初为秘书郎，转任尚书左丞。他有仪操风望，被司马昱器重，嗣爵平乐县开国伯。平北将军桓温灭成汉，朝廷想以豫章郡封桓温，荀蕤上疏表示不可：“若桓温再假王威，北平河洛，修复园陵，将何以加此！”于是没有执行。转任散骑常侍、少府，没有就职，出补东阳郡太守。官至建威将军、吴国内史。在官任上去世。其子荀籍嗣位平乐县伯，官至散骑常侍、大长秋。